# Knutteori

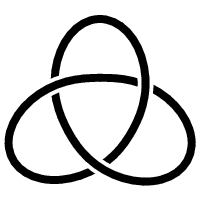
Den enklaste icke-triviala knuten.

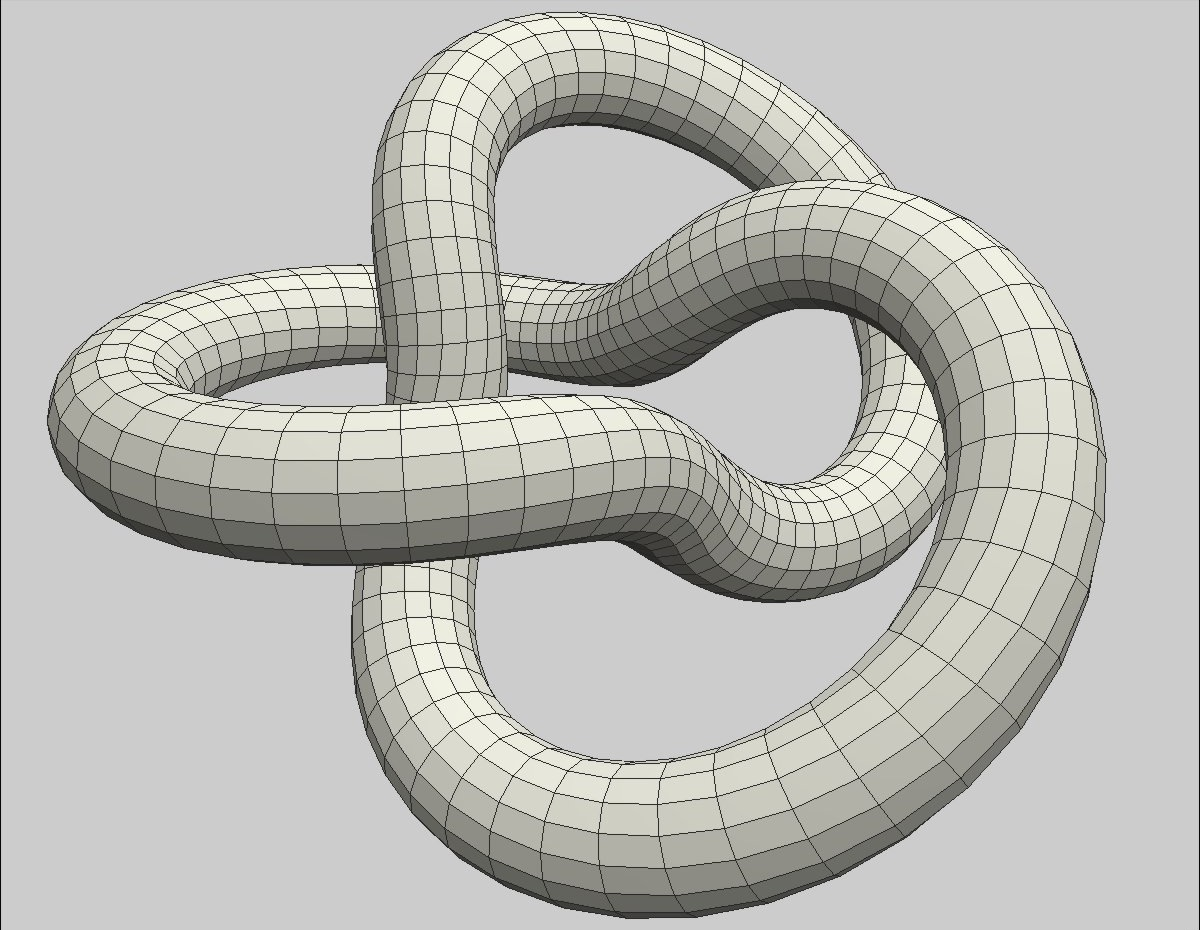
Datorskapad bild av den enklaste icke-triviala knuten.

Knutteorin är inom matematiken den gren av topologin som studerar matematiska knutar, vilka definieras som inbäddningar av en cirkel i det tredimensionella euklidiska rummet, R3. Detta motsvarar ett vanligt knutet snöre vars ändar har enats för att förhindra att knuten går upp. Två matematiska knutar betraktas som ekvivalenta om den ena kan bli förvandlad till den andra genom en kontinuerlig deformation (en homotopi). Sådana transformationer motsvarar sådana manipuleringar av ett knutet snöre som innebär att snöret inte skär eller tränger igenom sig självt.
Knutar kan beskrivas på flera sätt, men den vanligaste metoden är genom planära diagram. En knut kan ha flera representationer, det vill säga flera diagram. Ett fundamentalt problem inom knutteorin är hur man bestämmer om två representationer motsvarar samma knut. Ett sätt att särskilja knutar är genom en så kallad knutinvariant, en "kvantitet" som förblir densamma oavsett hur knuten representeras.
Det matematiska knutkonceptet har generaliserats till högre dimensioner genom att betrakta n-dimensionella sfärer i m-dimensionella euklidiska rum. En särskilt aktiv fas var 1960–1980-talen då många genombrott gjordes. På senare år har lågdimensionella topologiska fenomen tilldragit sig störst uppmärksamhet.
Forskningen inom knutteorin började med att man ställde upp knuttabeller och systematisk tabulerade knutar. Även om tabulering fortfarande är en viktig uppgift, har dagens forskare vidare bakgrunder och målsättningar. Den klassiska knutteorin – som påbörjades av Max Dehn, J. W. Alexander och andra – handlar huvudsakligen om knutgruppen och invarianter från homologiteori som Alexanderpolynomet. 
Vaughan Jones upptäckt av Jonespolynomet 1984 och efterföljande bidrag från Edward Witten, Maxim Kontsevich och andra avslöjade djupa samband mellan knutteori och matematiska metodier i statistisk mekanik och kvantfältteori. En stor mängd knutinvarianter har upptäckts sedan dess, med hjälp av sofistikerade verktyg som kvantgrupper och Floerhomologi.
De senaste 30 åren har knutteorin också blivit ett verktyg inom den tillämpade matematiken. Kemister och biologer använder knutteori för att till exempel förstå molekylers kiralitet och enzymers bearbetning av DNA.

En mer komplicerad knut